# Alchitrof
Alchitrof è un dipinto a olio su tela di Cristofano dell'Altissimo, risalente al 1568, che ritrae un "re dell'Etiopia". L'opera è conservata alla galleria degli Uffizi.

## Contesto
Paolo Giovio, uno storico e biografo italiano del sedicesimo secolo (1483–1552), mise su una serie di 484 ritratti che da lui presero il nome di serie gioviana. Buona parte della collezione originale è andata perduta, ma ne esistono almeno 280 copie realizzate dal pittore italiano Cristofano dell'Altissimo (1525 circa–1605). Tra le copie dipinte da Cristofano sono presenti due ritratti di sovrani etiopi. Il primo ritrae l'imperatore Lebna Denghèl (re dal 1508 al 1540), mentre l'altro ritrae un re chiamato "Alchitrof". Giorgio Vasari lo cita come "Alcitro" nelle sue Vite.

## Storicità
Un re di nome "Alchitrof" non è presente in alcuna lista reale etiope. Alchitrof è ritratto con un copricapo piumato e tre anelli sul labbro inferiore, delle caratteristiche che non corrispondono agli usi e costumi etiopi del periodo nel quale venne dipinto il ritratto. È probabile che "Alchitrof" non sia un personaggio realmente esistito, bensì il frutto di un "approccio fantastico" da un punto di vista europeo.
Kate Lowe, una professoressa di storia rinascimentale, ha ipotizzato che il nome "Alchitrof" possa essere una corruzione del nome di al-Fiqtur, il figlio primogenito di Lebna Denghèl. Alberto Elli, invece, ipotizza che possa trattarsi di Galaudeuòs, anch'egli figlio di Lebna Denghèl e imperatore d'Etiopia con il nome di Claudio.
Lowe ha anche ipotizzato che ci sia una "discordanza" tra il quadro e la sua iscrizione, dato che le vesti e i gioielli sono simili a quelli che nell'arte rinascimentale venivano attribuiti ai popoli sudamericani, piuttosto che a quelli dell'Africa subsahariana. Inoltre, Lowe sostenne che questo "Alchitrof" possa essere un "condottiero o sovrano brasiliano, caraibico o amerindio immaginario", i cui tratti del volto si ispirano ai "tratti fisiognomici più realistici ripresi dagli africani neri in Europa".
Sennò, Alchitrof potrebbe non essere stato un re di quella che oggi è l'Etiopia, in quanto il termine "Aethiopia" potrebbe riferirsi a una regione più generalizzata che occupa buona parte dell'Africa subsahariana, pertanto Alchitrof, sempre che sia esistito, potrebbe essere stato il sovrano di una regione geografica del tutto diversa da quella di Lebna Denghèl. L'odierna Etiopia spesso veniva chiamata "Abissinia" dagli europei dell'epoca quando venne dipinto il quadro, e va detto che il ritratto di Lebna Denghèl lo cita esplicitamente come "grande re degli Abissini" (magnus Abyssinorum rex) invece di "re d'Etiopia" (Aethiopiae rex), come nel ritratto di Alchitrof, il che suggerirebbe che l'artista (o il copista) scelse deliberatamente di distinguere le regioni sulle quali i due regnarono. Il dottor Emil Krén e il dottor Daniel Marx ipotizzano che Alchitrof non sembri "etiope" perché l'Etiopia mitica si estendeva fino all'odierna Tanzania.